# Aleksandr Izvolski
Aleksandr Petrovitsj Izvolski (Russisch: Александр Петрович Извольский) (Moskou, 18 maart 1856 – Parijs, 16 augustus 1919), was een Russisch diplomaat en politicus.

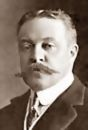
Aleksandr Izvolski

## Opleiding en vroege carrière
Aleksandr Izvolski werd op 18 maart 1856 geboren in Moskou. Hij stamde uit een adellijke familie. In 1875 studeerde hij af aan het prestigieuze Tsarskoje Selo-lyceum (Sint-Petersburg). Na zijn afstuderen ging hij als diplomaat werken voor het ministerie van Buitenlandse Zaken en werd protegé van minister van Buitenlandse Zaken prins Aleksej Lobanov-Rostovski. Van 1894 tot 1897 was hij diplomatiek vertegenwoordiger (minister-resident) bij de Heilige Stoel. In 1897 was hij korte tijd Russisch ambassadeur te Belgrado en van 1897 tot 1899 was hij ambassadeur te München.
Aleksandr Izvolski bekleedde tussen 1899 en 1903 de niet onbelangrijke post van Russisch ambassadeur te Japan. Tijdens zijn ambassadeurschap liepen de spanningen tussen Japan en Rusland hoog op. Beide staten wedijverden om uitbreiding van hun invloed in Mantsjoerije (China) en Korea. Kort na Izvolski's termijn als ambassadeur in Japan brak de Russisch-Japanse Oorlog (1904) uit.
Aleksandr Izvolski was van 1903 tot 1906 ambassadeur in Kopenhagen.

## Minister van Buitenlandse Zaken
In april 1906 werd Aleksandr Izvolski benoemd tot minister van Buitenlandse Zaken. Zijn benoeming volgde na de voor Rusland desastreus verlopen oorlog met Japan (1904-1905) en de Russische Revolutie van 1905. Als minister van Buitenlandse Zaken zag Izvolski het tot zijn taak Russische prestige in het buitenland op de vijzelen.
Onmiddellijk na zijn aantreden begon hij onderhandelingen met Ruslands traditionele opponenten, Japan en het Verenigd Koninkrijk. Ondanks verzet van de revanchisten en imperialisten binnen de Russische regeringskringen, verbeterde hij de betrekkingen met Japan en het Verenigd Koninkrijk. In 1907 tekenden Izvolski en de Britse ambassadeur Sir Arthur Nicholson, te Sint-Petersburg het Verdrag van Sint-Petersburg. Rusland zag voortaan af van haar aanspraken op Afghanistan (tot dan toe lag Afghanistan binnen de Russische en Britse invloedssferen), Tibet werd beschouwd als bufferstaat tussen het Britse Rijk en Rusland en Perzië - het huidige Iran - werd door de twee mogendheden opgedeeld in drie zones: noord, midden en zuid. Noord-Perzië werd beschouwd als te behoren tot de Russische invloedssfeer, Zuid-Perzië werd beschouwd als te behoren tot de invloedssfeer van het Britse Rijk, terwijl Midden-Perzië een neutrale buffer.
In een later stadium kwam er zelfs een Alliantie Engeland-Frankrijk-Rusland-Japan tot stand.
De soepelheid van de Japanners alsmede de diplomatieke inzichten van Izvolski hadden er zeker toe bijgedragen dat Rusland en Japan binnen korte tijd van elkaars vijanden elkaars bondgenoten waren geworden.

## Bosnische crisis
Tijdens de onderhandelingen in 1907 die leidden tot de totstandkoming van de Triple Entente wist Izvolski te bereiken dat de Engelsen hun traditionele tegenwerking inzake de Zwarte Zee-engten lieten varen. Een waardevol winstpunt, omdat Rusland tijdens een crisis in het Ottomaanse Rijk haar positie op dit knelpunt zou kunnen versterken, zonder dat Engeland Rusland zou dwarsliggen.
Sinds eeuwen wenste Rusland opening van de Dardanellen. Izvolski zag in 1908, tijdens de Jong-Turkse Revolutie, de kans deze lang gekoesterde wens te vervullen. In het geheim reisde Izvolski naar het kasteel Buchlau in Moravië, waar hij een ontmoeting had met Oostenrijks-Hongaarse minister van Buitenlandse Zaken, baron Alois Lexa von Aehrenthal. Izvolski beloofde niet te zullen ingrijpen mocht Oostenrijk-Hongarije plannen Bosnië en Herzegovina - dat al sinds 1878 door Oostenrijk-Hongarije werd bestuurd, maar formeel behoorde tot het Ottomaanse Rijk - te annexeren; in ruil daarvoor moest Oostenrijk-Hongarije het Russische verlangen, openstelling van de Dardanellen, steunen. Deze plannen waren volledig in strijd met het Verdrag van Berlijn.
Drie weken na de geheime ontmoeting, zonder dat Rusland hiervan op de hoogte was gesteld, annexeerde Oostenrijk-Hongarije effectief Bosnië en Herzegovina. Izvolski haastte zich naar Londen en Parijs om steun te verwerven inzake de Russische plannen met de Dardanellen, maar hij kreeg nul op het rekest. Ook Oostenrijk liet niets van zich horen. De gevolgen waren problematisch: Panslavisten in Sint-Petersburg waren woedend op Izvolski, de Balkanstaten, die in Rusland hun beschermheer zagen, waren teleurgesteld. In een poging de relatie met ten minste één Balkanstaat te verbeteren, ging Rusland in op het verzoek van Servië om dat land te hulp te schieten bij een eventueel gewapend conflict met Oostenrijk-Hongarije. Rusland mobiliseerde tegen Oostenrijk, maar demobiliseerde toen Duitsland Oostenrijk-Hongarije te hulp schoot en Rusland een ultimatum zond. Het militair zwakke Rusland was niet in staat om oorlog te voeren.
Izvolski's rol als minister van Buitenlandse Zaken was uitgespeeld. Na enige tijd, in november 1910, moest hij het veld ruimen en werd hij opgevolgd door Sergej Sazonov.

## Opnieuw ambassadeur
Na zijn ministerschap werd de verbitterde Izvolski benoemd tot Russisch ambassadeur in Parijs. Als ambassadeur hield hij zich vooral bezig met het verbeteren van de betrekkingen met Frankrijk, Ruslands bondgenoot sinds 1892. Hij moedigde Frankrijk en Engeland aan om het Russische leger te bewapenen. Toen in 1914 de Eerste Wereldoorlog uitbrak en de Russische legers ten strijde trokken tegen Oostenrijk-Hongarije en Duitsland, was Izvolksi tevreden, een tevredenheid die hij na de Russische oorlogsverklaring tegen het Ottomaanse Rijk (oktober 1914) met de woorden "Enfin, c'est ma guerre!" ("Het is tenslotte mijn oorlog!") uitte.
Na de Februarirevolutie (1917) nam Izvolski als ambassadeur ontslag, maar bleef in Parijs wonen. Hij werd opgevolgd door Vasili Maklakov. Tijdens de Russische Burgeroorlog (1918-1920) lobbyde Izvolksi voor geallieerde interventie.
Kort na het optekenen van zijn memoires overleed Aleksandr Izvolski op 63-jarige leeftijd, op 16 augustus 1919.
Aleksandr Izovski was getrouwd met een gravin Von Toll, telg uit een vooraanstaande Russische familie.